# Ihor Rymaruk

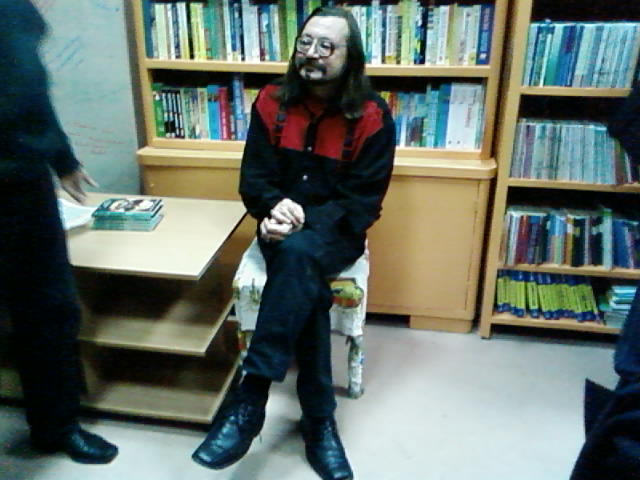
Ihor Rymaruk auf einer Buchpräsentation in Kiew, 2007

Ihor Mykolaiowytsch Rymaruk (ukrainisch І́гор Микола́йович Римару́к; wiss. Transkription: Ihor Mikolajowitsch Rimaruk; * 4. Juli 1958 in Mjakoty, Oblast Chmelnyzkyj, Ukrainische SSR; † 3. Oktober 2008 in Lwiw) war ein ukrainischer Dichter und Herausgeber.

## Leben

### Kindheit
Ihor Rymaruk ist Sohn von Mykolai Y. Rymaruk und Galina Rymaruk. Sein Vater arbeitete in einer leitenden Position im sogenannten Kolchos, also einem landwirtschaftlichen, genossenschaftlich organisierten Großbetrieb in der Sowjetunion. Seine Mutter war Direktorin in einer Sekundarschule. Ihor Rymaruk begann schon während der Schulzeit Gedichte zu schreiben.

### Studium und Berufstätigkeit
Nach seinem Schulabschluss immatrikulierte er an die Nationale Taras-Schewtschenko-Universität Kiew, an welcher er Journalistik studierte und an der er 1979 seinen Abschluss mit Auszeichnung erwarb. 1978 debütierte er in der Zeitschrift Dnipro, deren Redaktionsleiter er später wurde. Durch die Zeitschrift und den gleichnamigen Verlag werden zeitgenössische ukrainische Autoren aus den Sparten Prosa, Lyrik und Dramatik herausgegeben. Die Zeitschrift beschäftigt sich zudem mit der literarischen Tradition in der Ukraine sowie den Biografien einflussreicher ukrainischer Schriftsteller. Ab 1984 war Rymaruk Mitglied des Schriftstellerverbandes der Ukraine und wurde zum Vize-Präsidenten des Verbandes. Im selben Jahr wurde auch sein erster Gedichtband Das Hohe Wasser (Wisoka woda) publiziert. Zu Lebzeiten folgten weitere Gedichtbände wie zum Beispiel „Während des Schneefalls“ (Uprodowsch snihopadu) 1988, sowie Stimmen der Nacht (Nitschni holosi) 1991. 2002 wurde er mit dem Taras-Schewtschenko-Preis ausgezeichnet, der in unterschiedlichen Kategorien von Literatur bis Theater oder Journalismus vergeben wird.

### Tod
Am 3. Oktober 2008 starb Ihor Rymaruk in einem Krankenhaus an den Folgen eines Autounfalls. Posthum wurden drei weitere Gedichtbände von ihm herausgegeben.

## Leistungen

### Herausgeberschaft
1990 gab Rymaruk die Anthologie Die Achtziger heraus, in der wichtige Autoren dieser Generation versammelt waren, welche in der Breschnew-Ära nicht publizieren konnten. Diese Ukrainische 80er-Generation, der auch Rymaruk angehörte, wandte sich gegen tradierte Formen in der Literatur und orientierte sich stärker an europäischen Autoren. Insbesondere galt ihr Interesse dem postösterreichischen Kulturraum des 20. Jahrhunderts (Franz Kafka, Milan Kundera u. a.) Für Rymaruk waren zudem Verantwortung und soziales Engagement ausschlaggebende Kriterien für die Stellung des Dichters in der Gesellschaft. Rymaruk sah somit nicht nur poetische Innovation, sondern auch ethisches Handeln als Aufgabe eines Schriftstellers.

### Lyrik
Neben seiner Tätigkeit als Herausgeber schrieb Rymaruk auch eigene Gedichte, die sich durch Originalität und Reichtum poetischer Bilder auszeichnen. Er dichtete sowohl gemäß der in der Ukraine auch heute noch verbreiteten strengen klassischen Form, als auch in freien Versen. Hierbei legte er auch an sich selbst als Autor das beschriebene Kriterium der Verantwortung an. Er sah sich selbst als Teil der ukrainischen Historie und ordnete auch seine Gedichte in eine literarische Tradition ein. Vorbilder waren ihm sowohl Jewhen Pluschnyk als auch Jewhen Malanjuk. Rymaruks Gedichte erfuhren auch im Ausland bemerkenswerte Anerkennung: Sie wurden in viele Sprachen übersetzt, u. a. in das Englische, Polnische, Spanische, Rumänische, Schwedische und Deutsche. In diesen Sprachen wurden sie hauptsächlich in Anthologien ukrainischer Literatur abgedruckt und veröffentlicht.
Es folgt ein Textbeispiel aus dem Gedicht „O ja, ich bin schuldig und bekenne“:
O tak, ja winen. Tak, ja wisnaju:

u prihistok sabiwschis(j)pritajemnij,

'prihriw na hrudjach ja,nemow smiju,

zej sapital(j)nij snak,

zej sumniw temnij.
O ja, ich bin schuldig und bekenne:

zurückgezogen in einem geheimen Winkel,

habe ich wie eine Schlange

dieses Fragezeichen

diesen Zweifel

an meiner Brust genährt.
Sein Gedichtband „Diva Obida“, welcher 2000 veröffentlicht wurde, gewann beim ukrainischen Iwan-Franko-Buchverlag den Wettbewerb „Buch des Jahres 2000“ in der Kategorie „Stimme der Seele“. Die ukrainische Schriftstellerin und Literaturkritikerin Marianna Kijanowska schrieb dazu: „Das Phänomen Rymaruk besteht in dem gleichen Phänomen (und Geheimnis) des alten ukrainischen Liedguts, insbesondere des traditionellen ukrainischen Weihnachtsliedes (ukr. koljadka) und des traditionellen Neujahsliedes (ukr. schtschedrowka): Bei ihnen sind die Worte versteckt – In Wahrheit aber sind sie eingepflanzt und fangen an zu sprießen, wurzelnde Worte, Worte, die Früchte geben …“

## Werke
- Das Hohe Wasser (Wisoka woda), 1984.
- Während des Schneefalls (Uprodowsch snihopadu), 1988.
- Stimmen der Nacht (Nitschni holosi), 1991.
- Goldener Regen (Solotij doschtsch), Deutsch-Ukrainische Edition Lyrik, Brodina, Reichelsheim, 1996.
- Jungfrau Obida (Diwa Obida), 2000, 2002.
- Bermuda Dreieck (Bermuds(j)kij trikutnik), 2007.
- Tränen der Jungfrau (Sl(j)osa bogorodiz), 2009.
- Ihre gute Zeit (Dobroe wremja Twoe), 2011.
- Göttlicher Hauch: Letzte Gedichte (Boschestwenniy witer: ostanni wirschi), 2012.